# 乡贡
乡贡是中國科舉制度中，考生的一种称谓。常科的考生一般有两个来源，一个是生徒，另一个是乡贡，乡贡是不由学馆而先经州县考试，及第后再送尚书省的应试者。
越南後黎朝時，鄉試考四場，四場均考中，是鄉貢，考中三場，是生徒。阮朝明命九年（1828年），改鄉貢為舉人，生徒為秀才。